# キングストン (駆逐艦)
|          |                                       |
| 艦歴     |                                       |
| 発注     |                                       |
| 起工     | 1937年10月6日                         |
| 進水     | 1939年1月9日                          |
| 就役     | 1939年9月14日                         |
| 退役     |                                       |
| その後   | 1942年4月11日に大破                   |
| 除籍     |                                       |
| 性能諸元 |                                       |
| 排水量   | 1,690トン                             |
| 全長     | 357 ft (109 m)                        |
| 全幅     |                                       |
| 吃水     |                                       |
| 機関     | ギアード・タービン、2軸推進、40,000HP |
| 最大速   | 36ノット                              |
| 乗員     | 183名                                 |
| 兵装     |                                       |

キングストン (HMS Kingston, F64) はイギリス海軍の駆逐艦。K級。

## 艦歴
1937年10月6日起工。1939年1月9日進水。1939年9月14日就役。
1940年5月、「キングストン」は駆逐艦「カルトゥーム」、「カンダハー」、「キンバリー」と共に紅海に配備されることになり、5月24日にアレクサンドリアを離れて5月28日にアデンに着いた。
6月21日、「キングストン」、「カルトゥーム」とスループ「ショアハム」はイタリア潜水艦「エヴァンジェリスタ・トリチェリ」を損傷させた。「エヴァンジェリスタ・トリチェリ」は6月23日にペリム島沖で再発見され、「キングストン」、「カンダハー」、「カルトゥーム」と交戦後沈没した。戦闘中雷撃も受けたが、「キングストン」は回避した。また、「キングストン」では自艦のポンポン砲の弾がアンテナに当たり、負傷者が8名出た。6月26日、「キングストン」はイタリア潜水艦「ペルラ」を攻撃。「キングストン」艦長は十分な攻撃をしたと考え撤収したが、「ペルラ」に目立った被害はなかった。「ペルラ」は同日座礁。それを始末するため、6月27日に「キングストン」、軽巡洋艦「リアンダー」、駆逐艦「カンダハー」は出撃し攻撃を行った。しかし、「ペルラ」は後日復旧されている。
1940年9月6日に潜水艦にギリシャの貨物船「アトラス (Atlas) 」が撃沈されると、「キングストン」はその生存者を救助した。10月20、21日夜、BN7船団がイタリアの駆逐艦に攻撃され、イタリア駆逐艦を追撃した「キンバリー」が砲台からの砲撃で損傷した。「キンバリー」は最初軽巡洋艦「リアンダー」に曳航され、途中から「キングストン」がそれを引き継いでポートスーダンへ向かった。12月4日、「キングストン」は反乱がおきた灯台の鎮圧を行った。「キングストン」は1941年1月3日に修理のためボンベイへ向かい、1月27日に修理から戻った。2月3日、「キングストン」などが護衛していたBN14船団がイタリア駆逐艦の攻撃を受けたが、発射された魚雷はすべて外れた。3月、ベルベラ奪回作戦（アピアランス作戦）に参加。マッサワの陥落直前の4月2日にイタリアの駆逐艦がマッサワから出撃したが、空襲により沈没艦を出し、残りの駆逐艦「パンテラ」と「ティグレ」もアラビア半島沿岸で自沈した。「キングストン」はその場に行き、「パンテラ」を沈めた。紅海からイタリア海軍の脅威が無くなったことにより、「キングストン」、「キンバリー」、「カンダハー」は地中海艦隊へ移ることになり、「キングストン」は4月17日にアレクサンドリアへ到着した。
1942年3月、「キングストン」はアレクサンドリアからマルタへMW10船団を送るMG1作戦に参加した。船団は3月20日に出航し、船団攻撃を試みたイタリア艦隊との間で3月22日に第2次シルテ湾海戦が発生。この海戦で「キングストン」は15インチ砲弾の直撃を受けて損傷した。「キングストン」はマルタへ送られて3月23日に到着し、ドックに入った。修理中の「キングストン」は爆撃を受けて4月5日には直撃弾1発を複数の至近弾を、4月9日にも直撃弾1発を受けた。ただ、4月9日のものは不発であった。4月11日に「キングストン」は再び直撃弾を受けて損傷し、全損とされた。